# Endomia tenuicollis
Endomia tenuicollis là một loài bọ cánh cứng trong họ Anthicidae. Loài này được Rossi miêu tả khoa học năm 1792.